# هالکامب
هالکامب (به انگلیسی: Holcomb) مکانی در ایالت میسیسیپی کشور ایالات متحده آمریکا است که جمعیت آن در سرشماری سال ۲۰۱۰ میلادی، ۶۰۰
نفر بوده‌است.

## نگارخانه

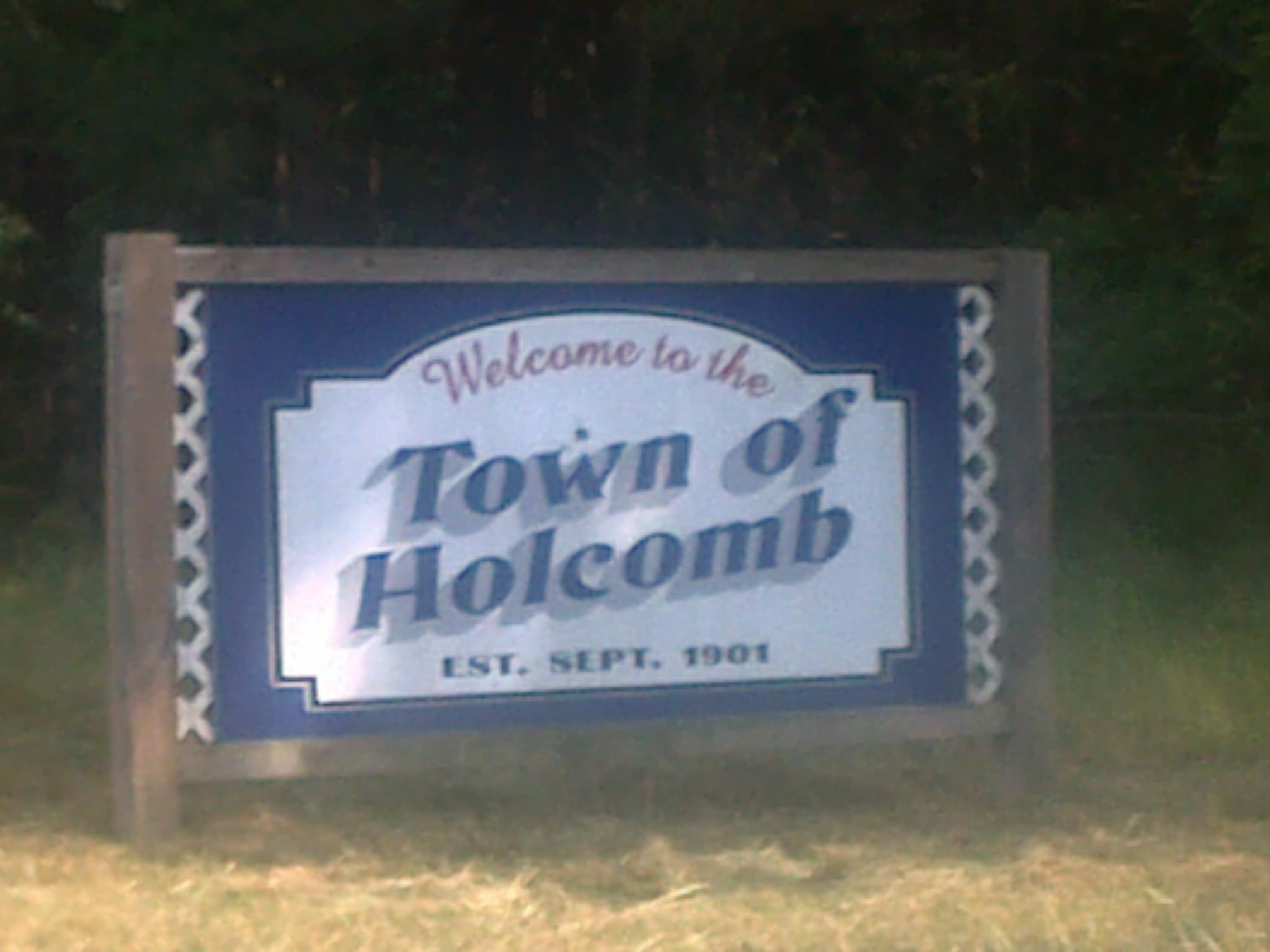
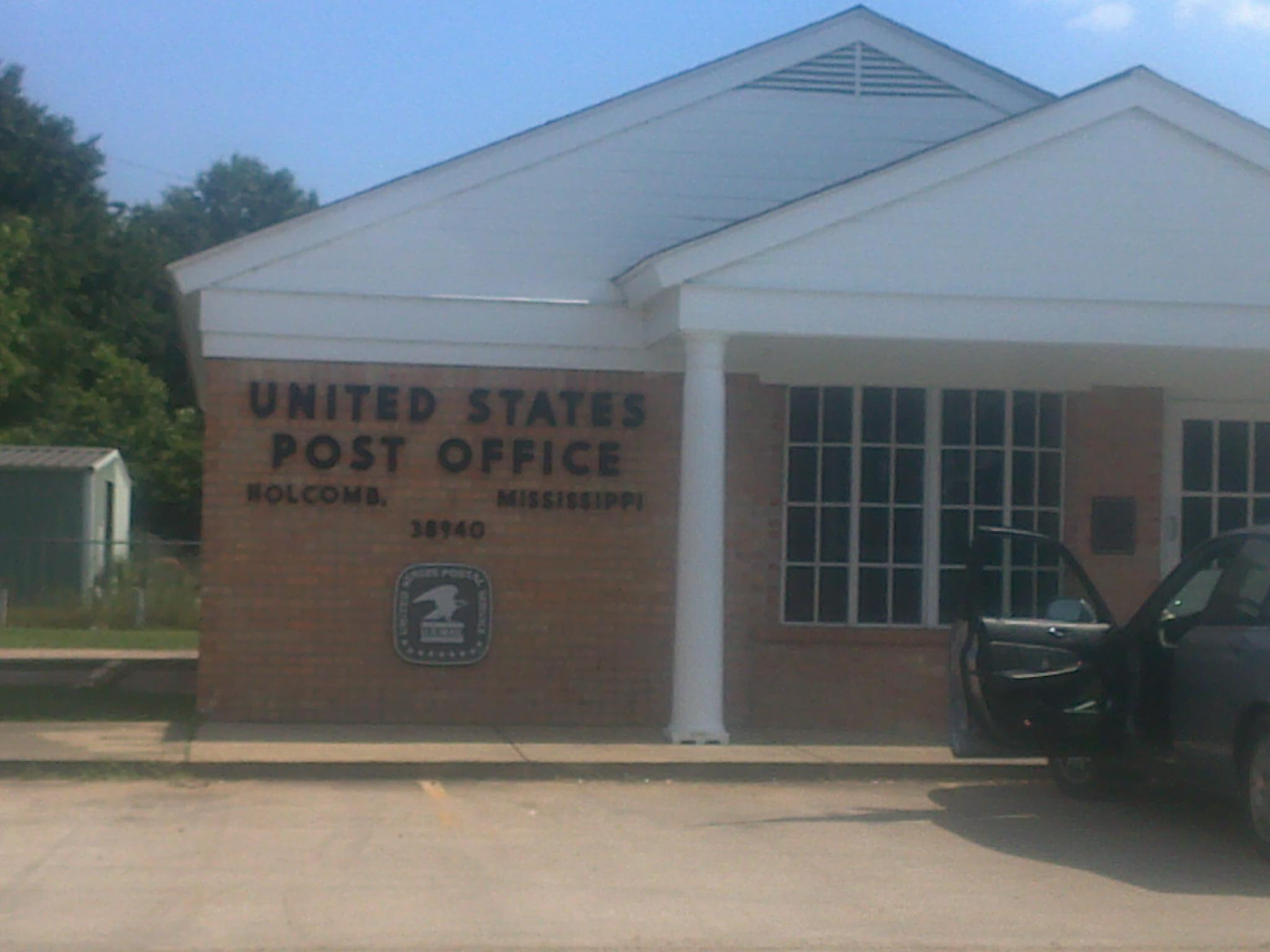
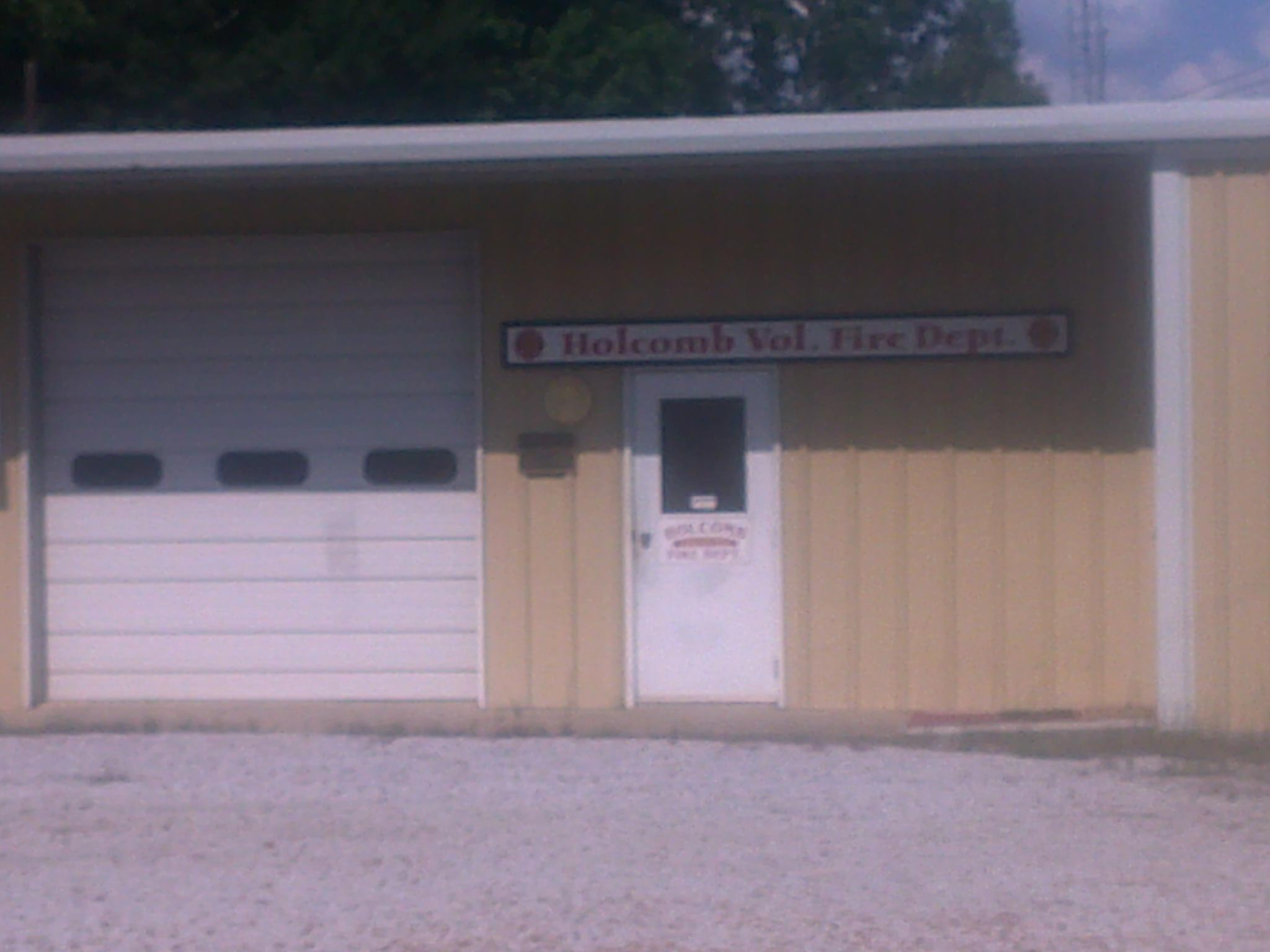
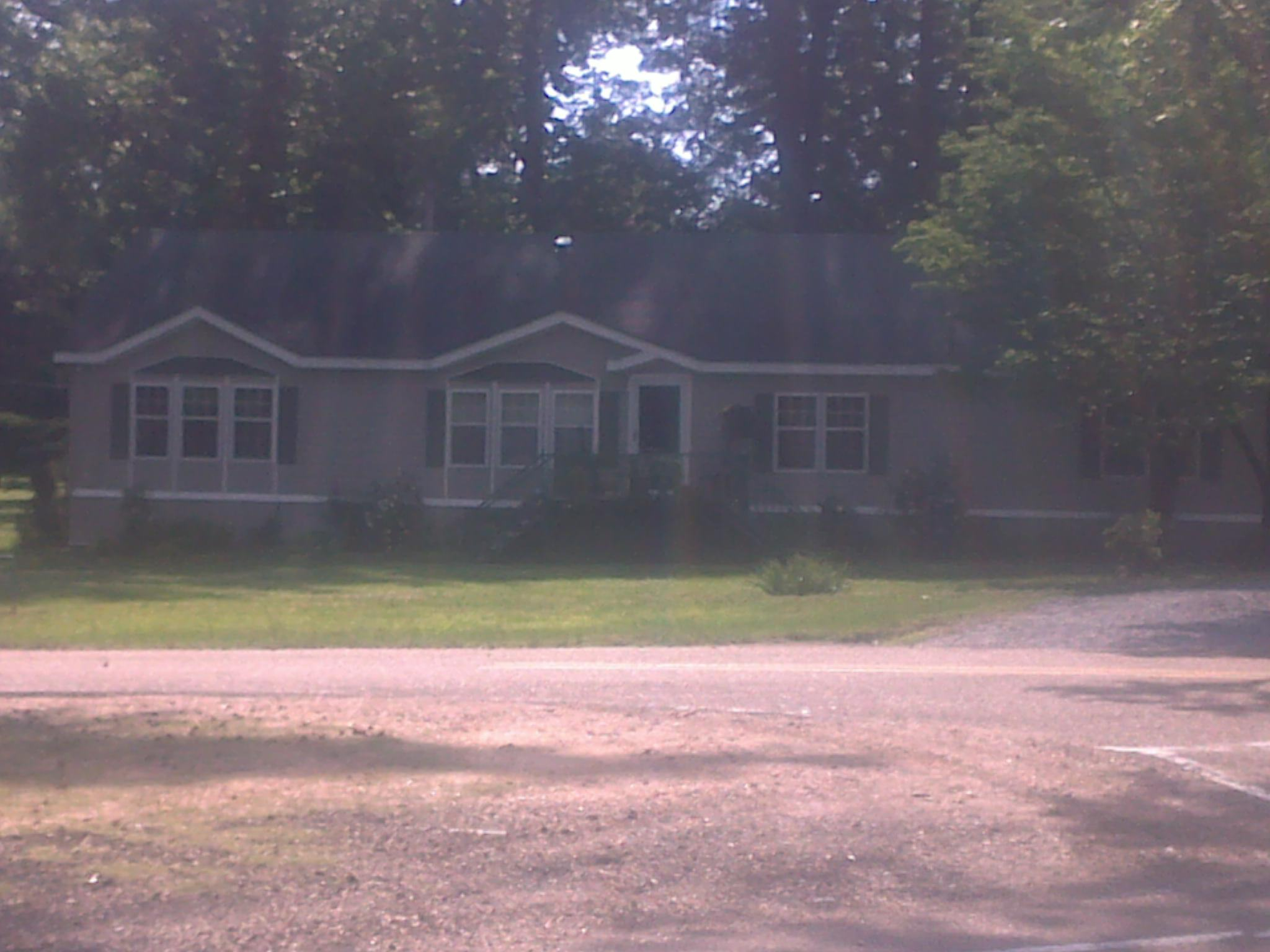
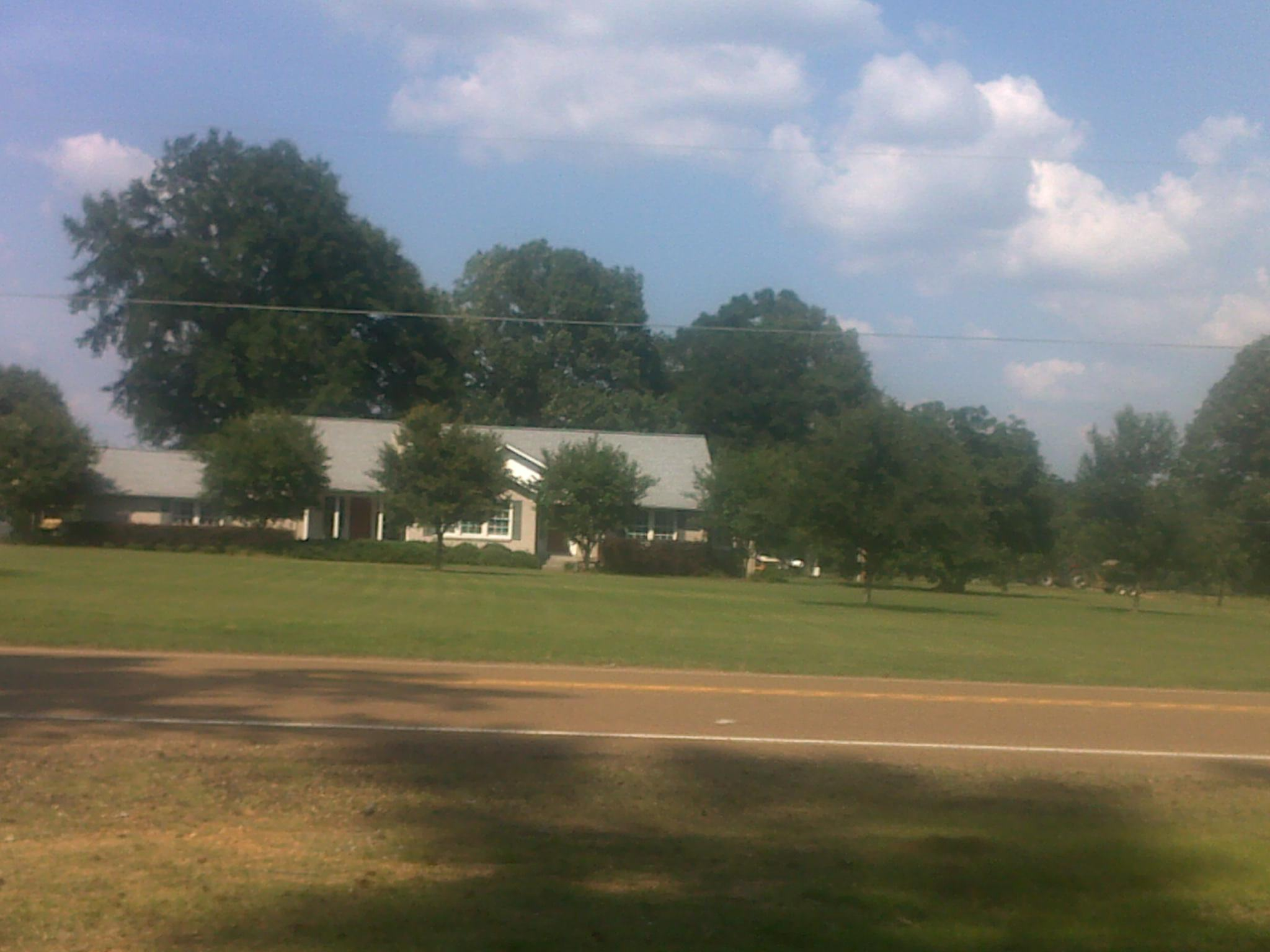